# Мищиці
Мищиці (біл. Мышчыцы) — село в Білорусі, у Жабинківському районі Берестейської області. Орган місцевого самоврядування — Ленінська сільська рада.

## Історія
У 1926 році мешканці села зверталися до польської влади з проханням відкрити українську школу.

## Населення
За переписом населення Білорусі 2009 року чисельність населення села становило 64 особи.